# Lusitanie
-27 – 468 apr. J.-C.
Entités précédentes :
- Tribus lusitaniennes

Entités suivantes :
- Royaume suève
- Royaume wisigoth

La Lusitanie (Lusitania) était une province romaine impériale fondée sous le principat d'Auguste. Elle couvrait la plus grande partie de l'actuel Portugal au sud du Douro et une partie du León et de l'Estrémadure espagnols.

## Avant la Lusitanie, les Lusitaniens
D'origine indo-européenne, les Lusitaniens ne sont pas à proprement parler un peuple mais plutôt une confédération de différents peuples installés dans la partie orientale du territoire portugais, au cœur de régions inhospitalières et désertes, et vivant principalement d'élevage et de razzias[réf. nécessaire]. Un sanctuaire découvert à Beja prouve cependant l'implantation durable de  Celtes au Sud du Portugal actuel[réf. nécessaire].
Dans ce contexte de division des habitants, les conflits de voisinage commencent dès la fin du IIIe siècle av. J.-C. et se prolongent plus ou moins violemment et régulièrement jusqu'en 151 av. J.-C., année où le massacre de Lusitaniens par le gouverneur de l'Hispanie ultérieure, Servius Sulpicius Galba, entraîne une radicalisation du conflit contre l'invasion romaine. Cette guerre, menée par le chef lusitanien Viriate, se termine avec l'assassinat de ce dernier par ses lieutenants et la conclusion de la paix en 139 av. J.-C. Cette période est largement connue, notamment grâce à Appien, notre principale source pour ce conflit.
Dès lors, les Lusitaniens s'assimilent progressivement à l'histoire romaine et beaucoup participent à la guerre sertorienne qui, de 80 à 72 av. J.-C., voient le général marianiste Sertorius se retrouver à la tête de troupes lusitaniennes ; plus tard encore lors de différentes guerres au cours desquelles les Lusitaniens sont intégrés dans différentes armées romaines, en particulier dans celle de Pompée le Jeune lors de la bataille de Munda face à César ; ou encore, sans doute aussi, dans celle de Sextus Pompée lors de sa guerre contre le second triumvirat...

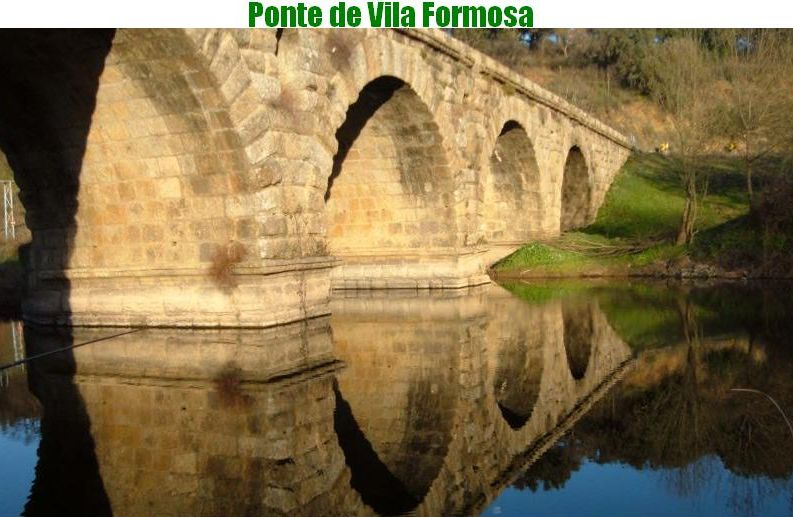
Pont romain de Villa Formosa
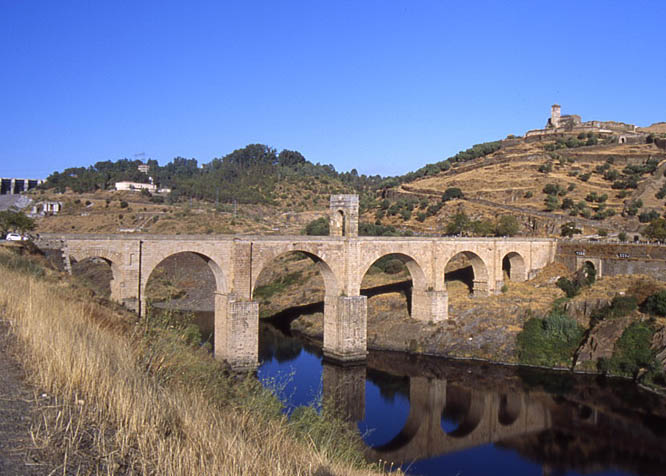
Pont romain d'Alcantara

Populations et langues de la péninsule ibérique vers 300 av. J.-C.
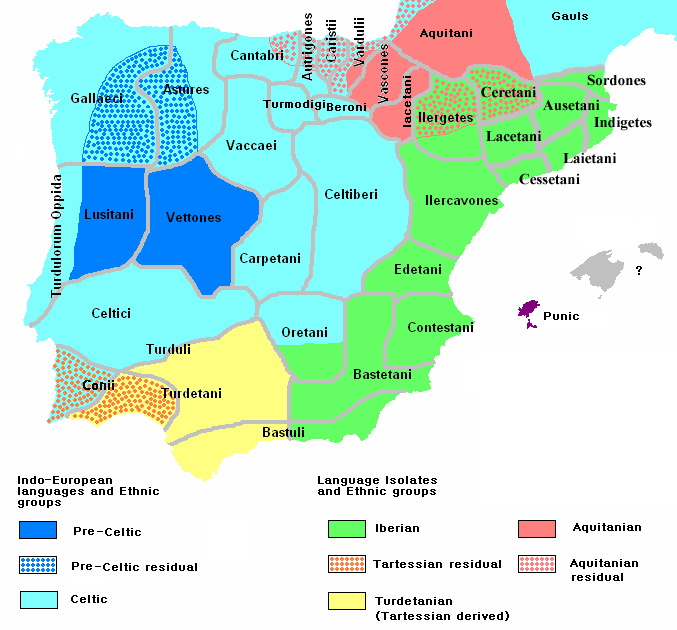
Ethnographie vers -200
Péninsule ibérique vers -100
Implantation romaine
Méditerranée vers -218

Provinces ibériques en -197
Provinces ibériques en +13
Provinces ibériques en +298
Ibérie romanisée vers 125
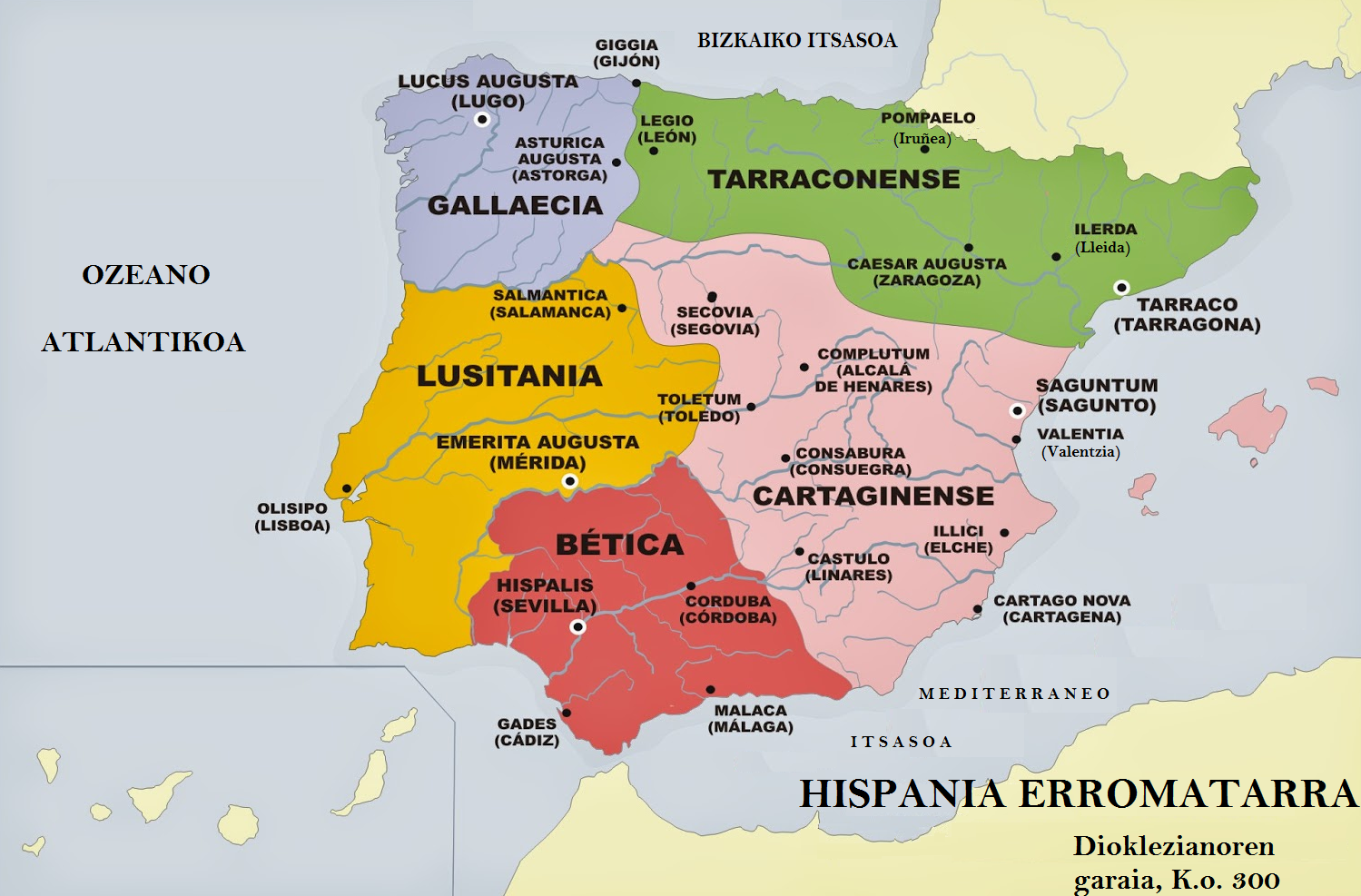
Hispanie romaine vers 300 (Dioclétien)

## Création de la Lusitanie

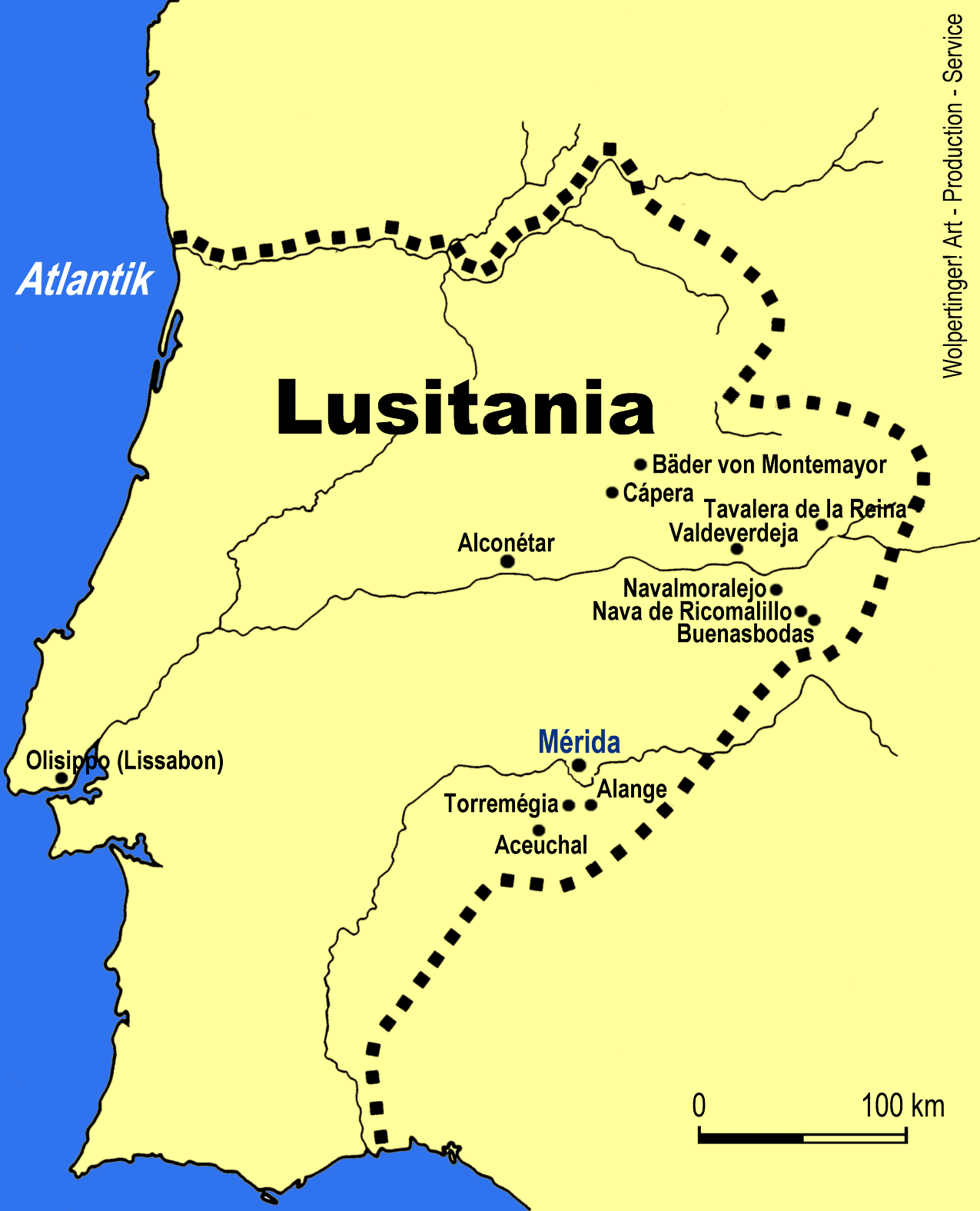
Lusitanie

C'est dans ces conditions de progressive intégration que la province de Lusitanie est créée par Auguste dans son œuvre de réorganisation administrative globale de l'Empire. Elle provient de la division de l'Hispanie ultérieure en Lusitanie et Bétique. Cette création serait intervenue vers -27 et aurait suivi le cours de l'Ana. La capitale de cette province impériale était Emerita Augusta (auj. Mérida) et le territoire en fut divisé en différentes civitates qui reprenaient souvent les limites géographiques des différents peuples ou ethnies qui habitaient la zone avant la conquête romaine.
La Lusitanie fut placée sous le contrôle d'Auguste et non sous celui du Sénat, elle était donc
encore considérée comme une zone non pacifiée. La province comptait alors une cinquantaine de cités
pour une population estimée à 700 000 habitants.

## Vie politique et administrative de la province
La province connut une nouvelle réorganisation administrative du temps des Flaviens, peut-être au cours du règne de Vespasien, avec la création des conventi, une subdivision des provinces et nouvelle entité juridictionnelle. Le gouverneur de la Lusitanie venait dans les capitales de ces conventi s'occuper principalement de la justice.
La Lusitanie fut divisée en trois conventi :
- Le conventus emeritensis ayant pour capitale Emerita Augusta (l'actuelle Mérida en Espagne).
- Le conventus scallabitanus ayant pour capitale Scallabis (l'actuelle Santarém au Portugal).
- Le conventus pacensis ayant pour capitale Pax Augusta (l'actuelle Beja au Portugal).

À cette réorganisation administrative ne viendra s'ajouter que celle de Dioclétien au IIIe siècle av. J.-C. qui ne changera rien pour la Lusitanie qui conservera ses frontières et ses divisions. Elle sera par contre intégrée au Diocèse d'Hispanie qui englobait l'ensemble des provinces ibériques ainsi que la Maurétanie tingitane africaine qui entretenait de nombreux rapports commerciaux avec la Péninsule Ibérique.
Du point de vue politique et événementiel, on sait peu de choses sur ce qui advint au cours de cette période. La Lusitanie semble avoir vécu plusieurs siècles de Pax Romana, sans événement remarquable. Sa romanisation fut plus ou moins profonde suivant les zones et leurs niveaux de richesse. Ainsi les zones d'interface côtières, ou frontalières (surtout la Bétique) étaient plus riches, les vestiges archéologiques y sont plus abondants, les villae plus nombreuses).
Malgré tout, on sait que cette prospérité fut contrebalancée par quelques troubles au cours du IIe siècle av. J.-C. dus à des raids maures venus d'Afrique qui s'ils ne furent pas des menaces directes portèrent au développement d'un climat de peur avec son cortège d'instabilité et de formation de groupes de bandits de grands chemins.

## Liste (partielle) des gouverneurs de Lusitanie
- Marcus Salvius Othon (59-69)
- Liste des dirigeants de la Lusitanie (de)

## Vie économique prospère

Péninsule ibérique en 411

Malgré tout, ce qui frappe pour cette période, c'est la richesse économique de la zone. On le voit à travers les villae particulièrement. Les deux points forts de l'économie lusitanienne furent l'exploitation minière du cuivre avec en particulier les mines de Río Tinto en Espagne et d'Aljustrel au Portugal qui sous contrôle étatique produisirent d'énormes quantités de minerai.
La deuxième activité économique de grande ampleur pour la Lusitanie fut la production et l'exportation du garum et des conserves de poisson, dont de nombreux témoignages subsistent le long des cours inférieurs des fleuves Sado et Tage ainsi que le long de la côte de l’Algarve, sous la forme de bassins dans lesquels on faisait sécher les poissons et les mollusques nécessaires à ces préparations.
Le tout transitait jusqu'aux ports de la Lusitanie ou de la Bétique et était exporté. Il semble d'ailleurs que la Lusitanie ait occupé la première place dans cette industrie exportatrice à l'échelle de tout l'empire et qu'elle alimentait l'ensemble du bassin méditerranéen occidental, la ville de Rome et même l'Orient.

## Invasions germaniques et héritage antique
La menace latente d'invasions germaniques du IVe siècle qui porte à une politique systématique de fortification des cités lusitaniennes dont on peut encore voir des vestiges à Conimbriga devient une réalité pour la péninsule ibérique au siècle suivant :
- En 409, un groupe hétéroclite de peuples germaniques - Vandales Hasdings et Sillings, Suèves et Alains - ravagea la péninsule Ibérique après avoir traversé la Gaule l'année précédente. Les faibles résistances des troupes romaines sur place, embourbées dans une guerre civile entre différents aspirants au trône impérial d'Occident, laissa la place à l'occupation germanique. La péninsule fut ainsi partagée entre ces peuples et la Lusitanie échut aux Alains qui avaient aussi pris possession de la province de la Cartaginensis.
- En 417, les Wisigoths au service de l’empereur d'Occident détruisent les royaumes alain et vandale silling. Les survivants se joignent aux Vandales Hasdings en Gallaecia (la Galice actuelle), puis quittent la péninsule en 429 sous l'égide du roi Genséric pour envahir l'Afrique du Nord où ils vont fonder un royaume vandale aussi vaste qu'éphémère.
- En 439, les Suèves restés seuls en péninsule Ibérique aux côtés des Romains étendent leur domination de la Gallaecia à la Lusitanie et à la Bétique et s’emparent d’Augusta Emerita et d’Hispalis. Ils sont refoulés par les Wisigoths en 456 qui reviennent dans la péninsule pour s'y installer.
- En 468, les Wisigoths s’emparent de la Lusitanie et l’intègrent à leur royaume.

L'un des principaux héritages sera, pour les futurs peuples qui occuperont cette zone, la langue qui
du latin vulgaire donnera naissance au portugais et à l'espagnol modernes.
Le nom de cette province a donné naissance à celui du cheval Lusitanien.
Il a également donné le nom Lusitania, paquebot de la Cunard Line, ainsi que lusophone (qui parle portugais) et lusophonie, désignant l'ensemble des identités culturelles de langue portugaise.

## Grandes cités de Lusitanie
- Liste des noms latins des villes de la péninsule Ibérique
- Olisipo (Lisbonne), ayant le statut de municipe romain

Villes ayant le statut de colonie romaine :
- Norba Caesarina (Cáceres)
- Metelinum (Medellín)
- Augusta Emerita (Mérida), ensemble archéologique de Mérida
- Pax Augusta (Beja)

Autres villes :
- Salmanica (Salamanque)
- Caesarobriga (Talavera de la Reina),
- Augustobriga (Talavera la Vieja)
- Conimbriga[3] (Condeixa-a-Velha)
- Aeminium (Coimbra)
- Scallabis (Santarém)
- Vipasca (Aljustrel)
- Ebora Liberalitas (Évora)
- Mirtilis Julia (Mértola)

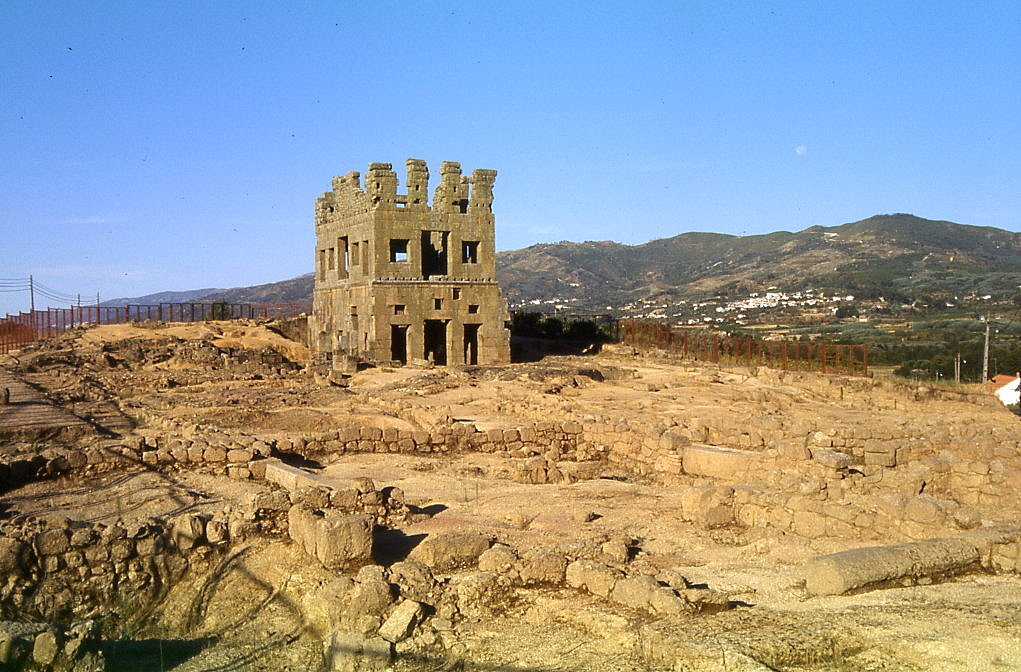
Tour de Centum Cellas (en)
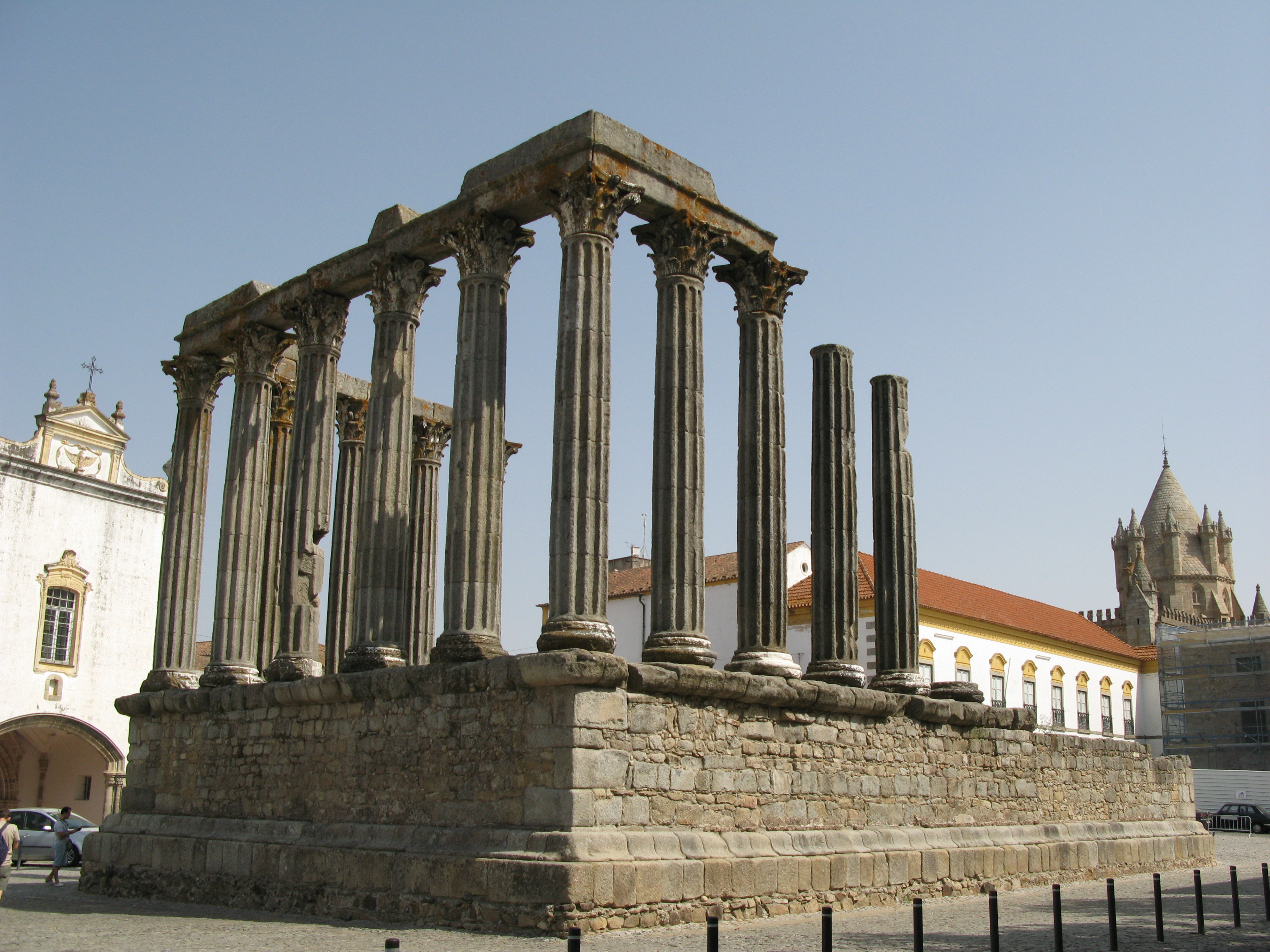
Temple romain d'Évora
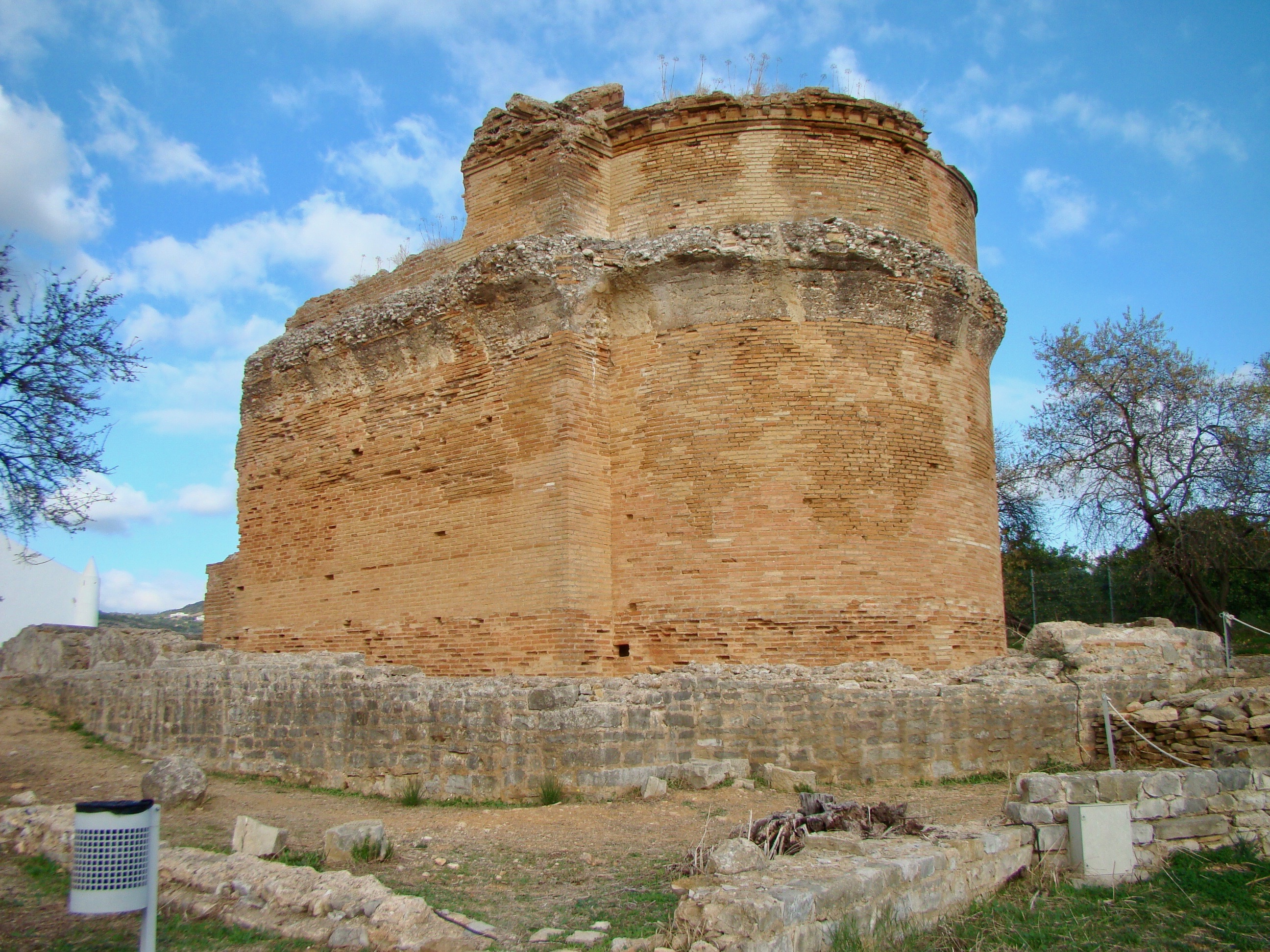
Ruines romaines de Milreu (Faro)
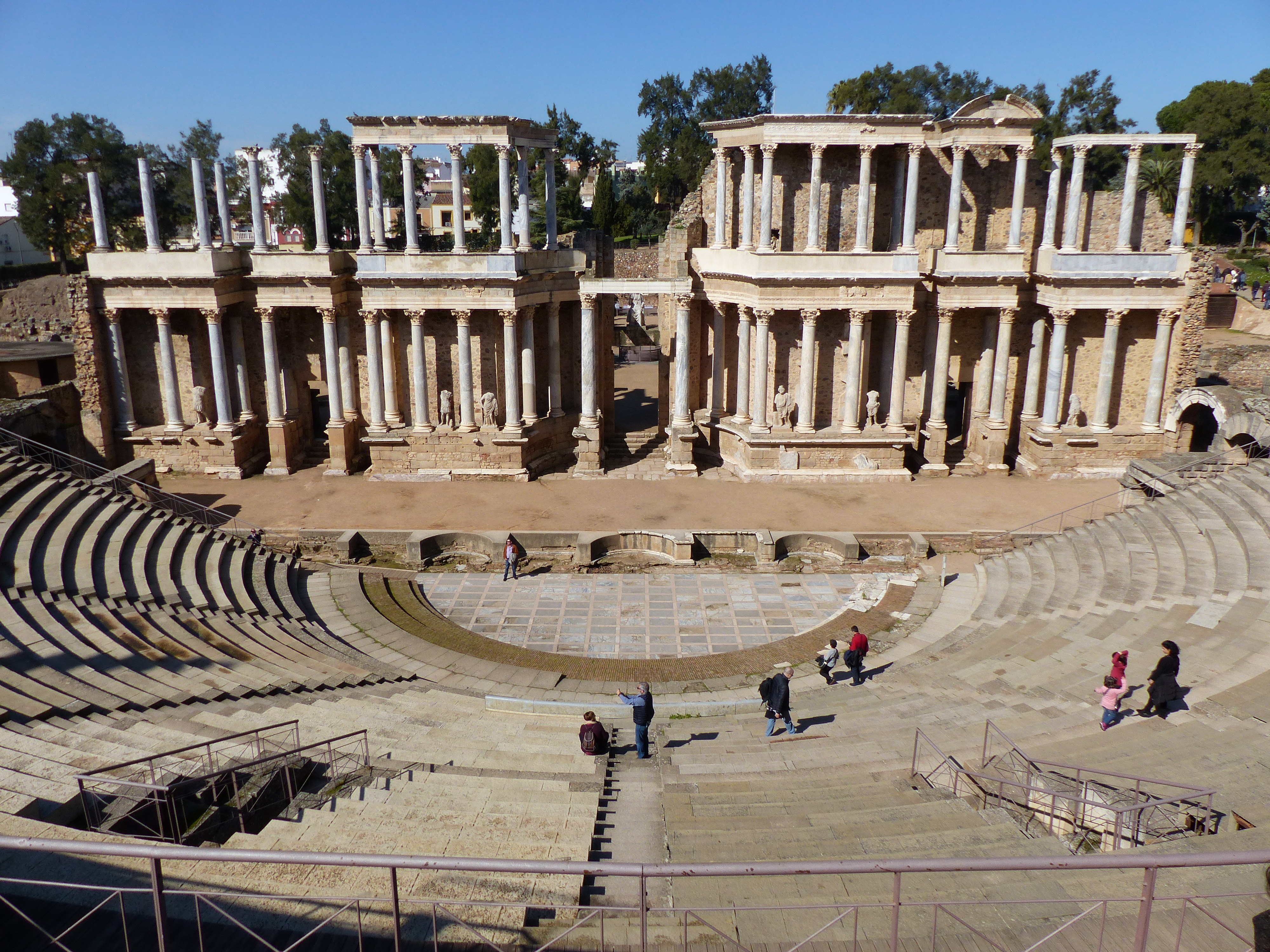
Théâtre roman d'Augusta Emerita (actuelle Mérida (Espagne))